# Confrontation (jeu vidéo, 2012)
Pour les articles homonymes, voir Confrontation.
Pour le jeu vidéo de 1983, voir Confrontation (jeu vidéo, 1983).
 (octobre 2019).
Si vous disposez d'ouvrages ou d'articles de référence ou si vous connaissez des sites web de qualité traitant du thème abordé ici, merci de compléter l'article en donnant les références utiles à sa vérifiabilité et en les liant à la section « Notes et références ».
Confrontation est un jeu de rôle tactique développé par Cyanide et basé sur le jeu de figurines du même nom créé à l’origine par Rackham.
Le jeu se déroule dans l’univers fantastique d’Aarklash plongé dans sa guerre perpétuelle. Il propose de suivre un groupe de guerriers du Griffon à travers une aventure effroyable à la poursuite des alchimistes de Dirz.

## Système de jeu
Confrontation cherche à recréer des combats tactiques dans une ambiance médiévale fantastique comme ceux que proposaient Baldur's Gate il y a bien longtemps. Il se divise en plusieurs zones  dans lesquelles un petit groupe va enquêter.
Ce groupe est constitué de quatre personnages sélectionnés par le joueur parmi les 12 personnages de la faction. Les différentes classes présentes offrent différentes synergies. N’importe quelle combinaison pourra permettre au joueur de terminer la quête, le challenge proposé sera, par contre, plus ou moins important en fonction de l’équilibre du groupe.
Les combats sont pensés pour que l’utilisation de la pause active afin de donner des instructions à chaque personnage soit omniprésente. Il est très important de surveiller son environnement et ses adversaires continuellement pour préparer sa stratégie et éviter au maximum les sorts les plus gênants.

## Les factions
Le jeu intègre quatre factions parmi celles qui existent dans l’univers original d’Aarklash.

### Le Griffon: l’empire d’Akkylannie
Le peuple akkylannien constitue un empire qui a toujours été plus que pieux. Son dévouement à Merin, le dieu igné, est indiscutable, et pour ceux qui désireraient s’y tenter, l’Inquisition est là pour les accueillir (très) chaleureusement.
Depuis l’hérésie de Dirz et avec l’avènement du Rag’narok, l’Inquisition veille au grain pour éviter de réitérer un tel épisode  et ses bûchers ronflent jours et nuit ce qui n’est pas forcément aux goûts du Temple qui est chargé de la protection des citoyens de l’empire.

### Le Scorpion: les alchimistes de Dirz
Les Syhars forment un peuple de savants fous adeptes de l’alchimie et des expériences contre nature. Ils sont pourtant issus de l’empire du Griffon, et, même si leurs opinions divergent, cherchaient originellement à s’approcher du dieu Merin.
Le vent a, depuis, bien tourné, et après plusieurs siècles à construire des laboratoires secrets dans les ruines d’une antique civilisation, les voici de retour pour dominer le monde. Ils mènent une armée de clones expérimentaux mi-organiques, mi-métalliques.

### Le Chacal: les orques de Bran-O-Kor
Les Syhars ont créé les orques en mélangeant le sang des humains et celui des gobelins. Ils voulaient à l’origine une armée pour les défendre, mais firent l’erreur de donner une conscience à leurs créatures. Les orques se rebellèrent avant de commencer un exode et de fuir  pour s’installer dans les canyons de Bran-O-Kor.
Ils n’ont aucun souci à survivre dans un environnement hostile grâce à leur puissance et à leur résistance physique et vivent en hordes, chacune se massant autour d’un chef de guerre. Ils sont pour l’instant à la recherche d’un chef de guerre capable de rallier la totalité de leur peuple.

### Le loup: les enfants d’Yllia
Yllia, la déesse de la Lune, s’unit avec Ekynox, le chef d’une grande meute de loups, il y a plusieurs siècles. Les enfants qui naquirent de cette union sont les Wolfens, les avatars de la férocité de la nature. Ils se tiennent loin de l’influence de toute civilisation, au fond des forêts d’Aarklash, et les protègent.
Les Wolfens ont vu l’arrivée des humains il y a des siècles comme un signe de déclin, et leur colère se renforce pour chaque empire qui se crée. Les Wolfens n’hésiteront plus à protéger la nature au nom de leur mère, Yllia.